# Allotelium mirabile
Allotelium mirabile är en svampart som beskrevs av Syd. 1939. Allotelium mirabile ingår i släktet Allotelium och familjen Raveneliaceae.   Inga underarter finns listade i Catalogue of Life.